# Đura Džudžar
Đura Džudžar (ur. 22 kwietnia 1954 w Đurđevie) – serbski duchowny katolicki rytu bizantyjskiego pochodzenia rusińskiego. Egzarcha apostolski Serbii (do 2013 Serbii i Czarnogóry) w latach 2003–2018, od 2018 biskup eparchii św. Mikołaja w Ruskim Krsturze.

## Życiorys
7 września 1980 otrzymał święcenia kapłańskie. Pracował głównie w Kongregacji ds. Kościołów Wschodnich, gdzie był m.in. kierownikiem biura.

### Episkopat
3 marca 2001 został mianowany przez Jana Pawła II biskupem pomocniczym eparchii mukaczewskiej na Ukrainie oraz biskupem tytularnym Acrassus. Sakry biskupiej 19 marca 2001 udzielił mu w Rzymie papież.
28 sierpnia 2003 został mianowany egazrchą apostolskim Serbii i Czarnogóry (od 19 stycznia 2013 przemianowanego na egzarchat apostolski Serbii). 6 grudnia 2018 papież Franciszek podniósł egzarchat do rangi eparchii św. Mikołaja w Ruskim Krsturze, mianując go jej pierwszym biskupem.
16 marca 2016 został wybrany na wiceprzewodniczącego Międzynarodowej Konferencji Episkopatu Świętych Cyryla i Metodego.